# Comondú

Comondú é um município do estado de Baja California Sur, no México.